# الأحجية (فلم 1963)
الأحجية هو فيلم أمريكي أنتج عام 1963 ومن إخراج ستانلي دونن وكتبه بيتر ستون ومارك بيم، وهو من بطولة كاري غرانت وأودري هيبورن. الفيلم يضم أيضا والتر ماثو، جيمس كوبورن، جورج كينيدي، دومينيك مينوت، نيد غلاس، وجاك مارين. يشمل الفيلم ثلاثة أصناف سينمائية: الإثارة والرومانسية والكوميديا. نشرت يونيفرسال بيكتشرز الفيلم مع إشعار حقوق نشر غير صالح، فوقع الفيلم داخل إطار الملكية العامة في الولايات المتحدة فور صدوره.
الفيلم مشهور بنصه السينمائي، وخاصة في المشاهد بين غرانت وهيبورن، وبمشاهد موقع التصوير في باريس، وموسيقى هنري مانشيني التصويرية وأغنية الفيلم، ومشهد البداية المرسوم بتنفيذ موريس بيندر. تلقى الفيلم الاستحسان من النقاد، وبالإضافة إلى ذلك لوحظ تأثيره على فروع سينمائية مثل كوميديا الحمقى، والجرائم والإثارة الجاسوسية؛ ووصف الفيلم بأنه «أفضل أفلام هيتشكوك التي لم يخرجها».

## القصة
تقضي ريجينا لامبرت (أودري هيبرون) عطلتها في التزلج في ميجيف، وتخبر صديقتها سيلفي (دومينيك مينو) أنها قررت أن تطلب الطلاق من زوجها تشارلز. ثم تقابل غريبا وسيما يدعى بيتر جوشوا (كاري غرانت). وعندما تعود إلى باريس تجد أن شقتها فارغة، ويخبرها مفتش الشرطة إدوار غرانبيير (جاك مارين) أن زوجها تشارلز قتل وهو يغادر باريس. تعطي الشرطة ريجينا حقيبة سفر بها رسالة موجهة إليها وتذكرة إلى فنزويلا، وجوازات سفر بها عدة أسماء، مع أغراض أخرى. تلاحظ ريجينا في الجنازة وجود ثلاثة رجال أغراب أتوا لرؤية الميت.
يتم استدعاء ريجينا لمقابلة مدير السي آي أيه هاملتون بارثولوميو (والتر ماثاو) في السفارة الأمريكية. تعرف منه أن الرجال الثلاثة هم تكس بانتهولو (جيمس كوبرن)، هرمان سكوبي (جورج كينيدي)، وليوبولد غيديون (نيد غلاس)، وقد تشارك ثلاثتهم مع تشارلز ورجل خامس يدعى كارسون دايل في عملية إستراتيجية في الحرب العالمية الثانية، وقد سرقوا ربع مليون دولار (حيث كانت لديهم أوامر بتسليمها إلى المقاومة الفرنسية). أصيب دايل بجروح قاتلة في كمين ألماني، وخدع تشارلز الثلاثة وأخذ الذهب كله. يريد الرجال المال المفقود، بينما تريد الحكومة الأمريكية استعادته. ويصر بارثولوميو على أن المال بحوزة ريجينا، حتى وإن كانت تجهل مكانه.
يقوم بيتر بتتبع ريجينا ويساعدها على الانتقال إلى فندق. ويقوم المجرمون الثلاثة بتهديد ريجينا كل على حدة، حيث يظنون أن المال بحوزتها. ثم يقوم سكوبي بإخبار ريجينا أن بيتر جوشوا متواطئ معهم، فيخبرها بيتر أنه في الواقع شقيق كارسون دايل ويدعى ألكساندر، وهو مقتنع أن الآخرين قتلوا كارسون.
استمر البحث عن المال، ثم عثر على سكوبي مقتولا ومن بعده غيديون. في ذات الوقت تقع ريجينا في حب ألكساندر، لكن بارثولوميو يخبرها أن كارسون لم يكن له شقيق. يقول ألكس هذه المرة أن اسمه هو آدم كانفيلد وأنه لص محترف. وظلت ريجينا واثقة به رغم أنها انزعجت من كذبه. تذهب ريجينا مع آدم لموقع لقاء تشارلز الأخير ويصلون لأحد أسواق الهواء الطلق، ويعثرون على تكس هناك فيلاحقه آدم. يتمكن تكس من معرفة مكان النقود، حيث يرى أمامه أكشاك لبيع الطوابع ويدرك أن تشارلز اشترى طوابع نادرة وألصقها على مظروف الرسالة التي مرت أمام أعين الجميع. يدرك آدم نفس الشيء ويلاحق تكس نحو غرفة ريجينا، لكن الطوابع ضاعت لأن ريجينا أعطتها لابن صديقتها الذي يجمع الطوابع، وقد أخذها ليبيعها في السوق. تدرك ريجينا قيمة النقود، ويوافق بائع الطوابع (بول بونيفاس) على إعادة الطوابع.
في الفندق، تكتشف ريجينا جثة تكس هامدة وأنه كتب كلمة دايل على الأرض قبل أن يموت، وفكرت أنه يقصد ألكساندر دايل (غرانت)، وقامت بمهاتفة بارثولوميو الذي يوافق على مقابلتها. وعندما تغادر الفندق، يراها آدم ويلاحقها عبر شوارع باريس وفي المترو. وهناك تعلق ريجينا بين الرجلين. ويخبرها آدم أن بارثولوميو هو القاتل، وهو في الأصل كارسون دايل الذي قبض عليه الألمان. وفي نهاية المطاردة يقوم آدم بقتل كارسون لينقذ ريجينا.
يعود آدم مع ريجينا على السفارة لتسليم الطوابع وتركها هناك، ثم تفاجأ به داخل المبنى بعد أن دخل من باب آخر. يخبرها آدم أن اسمه الحقيقي يدعى بريان كروكشانك، وأنه المفوض الحكومي المسؤول عن استعادة الطوابع. وبعد أن تحققت من هويته، وعدها بالزواج بعد أن تسلم الطوابع.

## الممثلون (حسب الظهور)
- أودري هيبورن – ريجينا لامبرت
- توماس شيليمسكي – جان لويس غوديل
- دومينيك مينو – سيلفي غوديل
- كاري غرانت – بيتر جوشوا/ ألكساندر دايل/آدم كانفيلد/ بريان كروكشانك
- جاك مارين – المحقق إدوار غرانبيير
- نيد غلاس – ليوبولد غيديون
- جيمس كوبرن – تكس بانثولو
- جورج كينيدي – هرمان سكوبي
- والتر ماثاو – هاملتون بارثولوميو
- بول بونيفاس – السيد فيليكس تاجر الطوابع

## الإنتاج
عندما قام الكاتبان بيتر ستون ومارك بيم بنشر نصهما "الزوجة الغافلة” في هوليود، لم يتمكنا من بيعه. فقام ستون بتحويله إلى رواية بعنوان الأحجية، والتي نشرت على شكل سلسلة في مجلة "ريدبوك” كما حدث مع كثير من القصص وقتها. جذبت القصة وقتها اهتمام العديد من شركات هوليود التي رفضتها سابقا. وبيعت حقوق الفيلم بسرعة إلى المخرج والمنتج ستانلي دونن. قام ستون بكتابة النص السينمائي الأخير، وجعله مناسبا للنجمين كاري غرانت وأودري هيبورن، وساعده بيم على إعادة صياغة النص.
صورت هيبورن الفيلم في خريف العام 1962 وبعد انتهائها مباشرة من تصوير فيلم "باريس عندما تكون ساخنة”، والذي صور في صيف تلك السنة في نفس المواقع في باريس، لكن مشاكل الإنتاج أخرت إصدار الفيلم حتى بعد أربعة أشهر من "الأحجية”.
عندما عرض الفيلم في عيد الميلاد عام 1963، تمت دبلجة جملة هيبورن "في أي لحظة سيتم اغتيالنا” وتغييرها إلى "في أي لحظة ستتم تصفيتنا” وذلك عقب اغتيال الرئيس جون كينيدي قبل شهر. وتظهر الكلمة المغطاة واضحة في جميع إصدارات الفيديو الرسمية للفيلم والتي أعادت السيناريو الأصلي، ولكن بعض إصدارات الملكية العامة والتي أخذت من الإصدار الأصلي لا تزال تحتفظ بالجملة المغطاة.
كان كاري غرانت (بعمر 59 سنة) حساسا بموضوع فرق السن بينه وبين هيبورن (34 سنة)، وهو أمر لم يرحه في تصوير العلاقة العاطفية بينهما. وللتخفيف من قلقه، أضاف الكتاب عدة جمل تجعل شخصية غرانت تعلّق على سنه وتجعل ريجينا (شخصية هيبورن) هي من تطارده.
ظهر الكاتب بيتر ستون والمخرج ستانلي دونن في دور شرفي مشترك. حين تذهب ريجينا لمقابلة بارثولوميو في السفارة الأمريكية، يركب رجلان المصعد بينما هي تصعد عليه. أحد هؤلاء الرجال هو ستون، بينما الصوت المركب عليه هو صوت دونن. ويظهر ستون لاحقا في صوت الجندي الأمريكي في نهاية الفيلم.

## استقبال النقاد
استقبل الفيلم بشكل إيجابي بين النقاد، حيث تلقى 91% من التقييمات الإيجابية على موقع الطماطم الفاسدة من بين 35 تقييما بمعدل 8.1 من 10.
في تقييم نشره بوزلي كراوثر في نيويورك تايمز يوم 6 يناير 1963، انتقد الفيلم "لمسته السوداوية" "والعنف البشع"، رغم أنه تلقى الثناء عن النص بما فيه من "انقلاب مفاجئ في الحبكة، والنواحي الصادمة الترتيب الغريب والجمل الذكية” وكذلك بطريقة إخراج دونن، وذكر أنه يقع في المنتصف بين كوميديا الحمقى وفيلم شمال شمال غرب الذي كان من بطولة كاري غرانت أيضا من إخراج ألفريد هيتشكوك.
في تقييم شركة تايم أوت، الذي كان إيجابيا، تم التأكيد على ناحية "وضع التشويق داخل المشاهد، وأظهر غرانت سحره التمثيلي، وكينيدي يظهر الوحشية الفكاهية، بينما تظهر هيبورن جانب الرقي” قدم كريس كابين من مجلة سلانت، في تقييمه لنسخة بلو راي من الفيلم، ثلاث نجمات ونصف من أصل خمسة واصفا إياه "مأخذ شغبي وفوضوي لأفلام الجاسوسية أساسا، لكن بناءها يشبه كتاب أجاثا كريستي (ثم لم يبق منهم أحد)"، وكذلك وصفه بأنه "ترفيه إعجازي".

## الجوائز
وتم ترشيح غرانت وهيبورن لجوائز غولدن غلوب لأفضل ممثل/ممثلة سينما في فيلم موسيقي/كوميدي. تم ترشيح أغنية الفيلم بلحن هنري مانشيني، من كلمات جوني ميرسر، للحصول على جائزة الأوسكار لأفضل أغنية في عام 1964. تلقى ستون كاتب السيناريو جائزة إدغار من كتاب الألغاز في أمريكا عام 1964 لأفضل سيناريو سينمائي. فازت هيبورن بجائزة بافتا كأفضل ممثلة.
تكريمات معهد الفيلم الأمريكي
- 2000 – 100 سنة... 100 ضحكة (رشح)
- 2001 – 100 سنة... 100 إثارة (رشح)
- 2002 – 100 سنة... 100 عاطفة (رشح)
- 2005 – 100 سنة من موسيقى الأفلام (رشح)

## الاقتباسات
- Kokhono Megh عام 1968. وهو اقتباس من السينما البنغالية. بطولة أوتام كومار وانجانا باوميك.[10]
- أحدهم قتل زوجها (1978). بطولة فرح فاوست وجيف بريدجز. وهو مقتبس جزئيا عنه. وصدر في اليابان بعنوان الأحجية '79.
- الحقيقة حول تشارلي (2002). بطولة مارك والبرغ وتاندي نيوتن. من إخراج جوناثان ديم. لم يعجب الكاتب بيتر ستون بالنسخة الجديدة ورفض وضع نسب القصة له، وبدلا من ذلك تم وضعه باسم بيتر جوشوا، أحد أسماء شخصية غرانت المستعارة.[11]
- Chura Liyaa Hai Tumne عام 2003. وهو اقتباس من السينما الهندية. بطولة إيشا ديول وزايد خان. إخراج سانغيث سيفان.

## وضع الملكية العامة
قبل عام 1978، تطلب قانون حقوق الطبع الأمريكي إدراج كلمة "Copyright"، أو اختصار "Copr." أو رمز "©". لكن يونيفرسال بيكتشرز لم تدخل أي إشعار حقوق ملائم مع الفيلم، فدخل مجال الملكية العامة في الولايات المتحدة فور صدوره. وتم إصدار عديد النسخ من هذا الفيلم، وكانت هذه النسخ متفاوتة الجودة، وهي متاحة على VHS وأقراص الفيديو الرقمية على أساس مكانتها في الملكية العامة. لكن في حين أن الفيلم نفسه هو الملكية العامة، لا تزال الموسيقى الأصلية تخضع لحقوق المؤلف إذا ما خرجت عن سياق الفيلم.
أصدرت يونيفرسال الكاسيت الرسمي للفيلم، والمنقول من العناصر الأصلية. ومع ذلك، عندما قدموا الدي في دي، رخصوا الفيلم ضمن المجموعة المعيارية بدلا إصداره بأنفسهم. يتنافس الإصدار مع عشرات الإصدارات غير الرسمية، ويظهر الإصدار الحرفي الوحيد المرخص على دي في دي. أصدرت يونفرسال نسخة على DVD كجزء إضافي لإصدار جديد من «الحقيقة حول تشارلي» (2002). في الذكرى المئوية للشركة عام 2012، أصدرت يونفرسال دي في دي مستقل خاص بها للفيلم والذي يتضمن نسخة رقمية. الفيلم متاح للتحميل مجانا في أرشيف الإنترنت.
في وقت لاحق إعادت شركة كريتريون إصدار الدي في دي في عام 2004 مع نقل 9×16 جديد وبألوان أدق، ومن ثم أصدرت طبعة بلو راي من الفيلم في عام 2010.

## الموسيقى التصويرية
تحدث هنري مانشيني وجوني ميرسر في سياق كلامهما عن فيلم الفطور في تيفاني:
«فيلمنا التالي معا هو 'الأحجية' في عام 1963 أخرجه ستانلي دونن وكتبه بيتر ستون. هناك مشهد في الفيلم حيث تعود أودري من عطلة شتاء سعيدة إلى شقتها في باريس وتجد أن زوجها أخذ كل شيء. وتدخل الشقة مضاءة بشكل خافت معها حقيبة وترى المشهد. مشاعرها مزيج من الحزن والوحدة والضعف. بالنسبة لي، فإنه يشبه الفالس الباريسي الحزين. تلك الصورة أتت في ذهني، وذهبت إلى البيانو وخلال أقل من ساعة لحنت أغنية الفيلم. عزفتها لأودري وستانلي وأعجبا بها. وأضاف جوني ميرسر شعره، ورشحت لنيل جائزة الأوسكار لأغنية تلك السنة». رغم أن ميرسر تعاون مع مانشيني في أغاني مثل «مون ريفر»، «دايز أوف واين أند روزز»، «لوفرز تري»، إلا أن ميرسر ذكر أن هذا اللحن هو المفضل لديه بين ألحان مانشيني. المقطوعات الأخرى في الفيلم، وكلها من ألحان مانشيني، ما يلي:
- "Bistro"
- "Bateau Mouche"
- "Megeve"
- "The Happy Carousel"
- «Charade (صوتي)»
- "Orange Tamoure"
- "Latin Snowfall"
- "The Drip-Dry Waltz"
- "Mambo Parisienne"
- "Punch And Judy"
- "Charade (Carousel)"

في عام 2012 قامت شركة انترادا بإصدار الموسيقى الكاملة كما ظهرت في الفيلم (التسجيل الموسيقي الأصلي كانت إعادة تسجيل) 

## وصلات خارجية
- مقالات تستعمل روابط فنية بلا صلة مع ويكي بيانات
- الفيلم متوفر للتحميل المجاني على موقع أرشيف الإنترنت
- الأحجية على موقع أول موفي.
- Criterion Collection essay by Bruce Eder